# Manoppello Scalo
Manoppello Scalo è una frazione del comune di Manoppello, in provincia di Pescara. La frazione, che si sviluppa lungo la statale Tiburtina è uno dei centri industriali e commerciali della Val Pescara.
La maggior parte degli abitanti del comune di Manoppello risiede a Manoppello Scalo, che sta attraversando un momento di notevole sviluppo demografico ed urbano.

## Storia
La nascita e lo sviluppo di Manoppello Scalo (anni Cinquanta), come accaduto ad altri centri di recente fondazione della Val Pescara come Scafa, è dovuta alla presenza della ferrovia, dell'autostrada ed in genere delle principali vie di comunicazione della regione, unitamente a spazi idonei allo sviluppo industriale.

## Interporto d'Abruzzo
La realizzazione di un interporto è stato l'ultimo progetto in ordine di tempo a contribuire allo sviluppo della frazione. La struttura, che occupa una superficie di 959000 m², è una delle più importanti della regione.
Si trova accanto all'autostrada Torano-Pescara.

## Monumenti

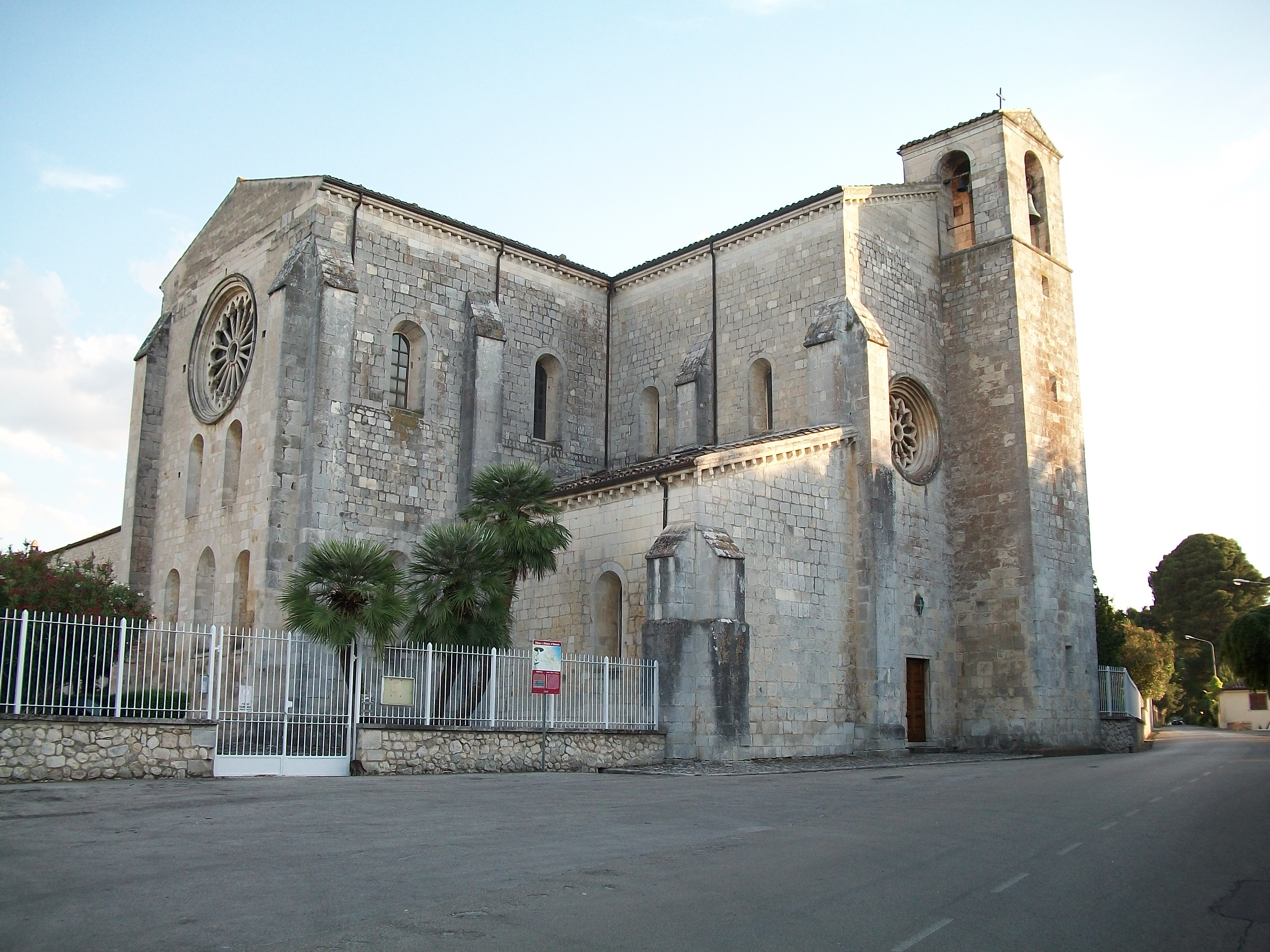
Badia di Santa Maria Arabona

- Abbazia di Santa Maria Arabona, del  XII Secolo, fondata nel 1197. Ha pianta a croce greca irregolare, con transetto a cinque campate coperte da volte a crociera a costoloni. Il coro rettangolare è composto da due cellule trasversali e illuminato da cinque finestre a piramide, sormontate da un rosone a raggi. Ciascun lato ha il suo rosone. La campata centrale ha volta a otto spicchi doveva sostenere un tiburio a campanile, ma il progetto cambiò durante la costruzione. All'interno si ammirano affreschi di Antonio da Atri del '300 e un pregevole cero pasquale.
- Chiesa di San Callisto, situata in contrada Ripacorbaria, del XVII secolo. Si suppone dal portale romanico strombato che la chiesa sia più antica, anche se oggi si presenta in stile tardo barocco rurale, con la base scandita da portico e il settore principale suddiviso da paraste. Il timpano centrale è a semicerchio. Presso il settore principale ci sono due finestre laterali, un uroboro al centro e dei rilievi sottostanti a motivi vegetali e simbolici. L'interno a navata unica è molto semplice, con cappelle laterali.
- Chiesa parrocchiale di San Pancrazio, chiesa consacrata negli anni '50. Ha pianta rettangolare a capanna e un campanile a torre.

## Infrastrutture e trasporti
L'interporto è stato dotato di uno svincolo dell'autostrada A25 nel mese di aprile 2014 e di un collegamento diretto con la ferrovia Roma-Pescara, tramite raccordo ferroviario della lunghezza totale di 10 km di cui 3,8 km elettrificati. 
La frazione è attraversata dalla S.S. 5 Via Tiburtina Valeria ed è collegata al capoluogo Manoppello tramite la S.R. 539, che si dirama dalla Tiburtina.

## Galleria d'immagini

Manoppello Scalo negli anni cinquanta